# 班讷维茨
班讷维茨（德語：Bannewitz）是德国萨克森州的一个市镇，隶属于萨克森施韦茨-东厄尔士山县。总面积为25.76平方千米，截至2020年总人口为11,104人。